# 가와타비촌
가와타비촌(川渡村)은 1954년까지 일본 미야기현 다마쓰쿠리군 동남부에 있던 촌이다. 현재의 오사키시 나루코 온천의 동부에 해당한다.

## 역사
- 1921년 4월 10일 - 온센촌을 가와타비촌과 나루코정에 분립해 성립하였다.
- 1954년 4월 1일 - 나루코정, 오니코베촌과 합병해, 새로운 나루코정이 되었다.

## 교통

### 철도
- 국철 리쿠우토선

## 참고문헌
- 『宮城県町村合併誌』（宮城県地方課、1958）